# Devolver Digital
GHI Media, LLC, plus connu sous son nom d'enseigne Devolver Digital, est une société américaine d'édition de jeux vidéo et de distribution de films située à Austin, au Texas, associée le plus souvent aux séries Serious Sam et Hotline Miami. La société a été fondée en juin 2009 par Mike Wilson, Harry A. Miller IV et Rick Stults, trois des fondateurs de Gathering of Developers et Gamecock Media Group, avec l'aide de Nigel Lowrie & Graeme Struthers.
Elle a édité plus de 50 jeux et est également connue pour sa communication décalée, notamment à travers le compte Twitter de Fork Parker, leur CFO fictif, leur stand sur le parking de l'E3 ou leur conférences parodiques lors de l'E3 2017, 2018 et 2019.
Si le jeu vidéo est l'activité principale de l'entreprise, elle se positionne également comme un acteur de la distribution de films.
Devolver commence ses activités en signant un partenariat avec Croteam pour sortir des remakes HD des jeux de leur série Serious Sam. En 2009 sort Serious Sam HD: The First Encounter, qui fut suivi en 2010 de la suite, The Second Encounter. De 2009 à 2012, ils sortiront des jeux basés sur la franchise, entre remakes HD et nouveaux jeux, et commenceront à s'intéresser aux petites équipes. En 2012 sort Hotline Miami, le premier jeu indépendant édité par Devolver n'étant pas un Serious Sam. Ce jeu devient un énorme succès et un jeu culte au-delà de la sphère indépendante. C'est un peu après cette sortie qu'une seconde antenne de Devolver est ouverte, à Londres, gérée par Andrew Parsons et Graeme Struthers. Cette antenne sert à la compagnie pour approcher plus facilement les indépendants européens et pour entretenir de bonnes relations publiques sur ce continent. C'est en 2013 que Devolver Digital Films ouvre ses portes pour aider les petits cinéastes indépendants pour promouvoir et éditer leurs travaux.

## Historique

### Origine
Devolver Digital a été fondé en 2009 par Mike Wilson, Harry Miller, et Rick Stults, trois des fondateurs de Gathering of Developers et Gamecock Media Group (en),. Comme dans leur précédente compagnie, Gathering of Developers, et à l'inverse de la plupart des éditeurs de jeux vidéo, Devolver laisse dans ses contrats la propriété des licences aux développeurs des jeux.
C'est de cette manière que Devolver a signé son premier contrat pour la production de Serious Sam 3: BFE, financé en partie grâce aux remakes HD des deux premiers épisodes de la série. Pendant trois ans demi, les fondateurs du studio travaillaient bénévolement et avaient un autre travail pour avoir un salaire. Ne pouvant pas déployer un budget marketing important pour la promotion de Serious Sam 3, Devolver a l'idée de confier la licence à des petits studios indépendants pour faire des petits jeux dérivés.
Le premier gros succès de l'entreprise est Hotline Miami, distribué en partenariat avec Sony. Par la suite, Devolver produit et édite de plus en plus de titres de petits studios indépendants.

### Activités dans l'édition de films
C'est au South by Southwest Film Festival 2013 que Devolver Digital annonce la création de sa branche cinéma, Devolver Digital Films. gérée par Mike Wilson et Andie Grace, pour expérimenter les travaux d'édition de films indépendants. Pointant du doigt le manque de soutien pour les cinéastes de ce milieu, Devolver Digital Films souhaite trouver une audience pour ce type de cinéma et a la même approche pour le cinéma que pour les jeux vidéo.

### CFO de fiction
Fork Parker, le directeur administratif et financier de Devolver Digital, est un personnage de fiction qui est apparu pour la première fois dans un trailer pour Serious Sam : The First Encounter, le 18 août 2009. Il gagne très vite une grande popularité et apparaît dans les sorties de presse et dans les crédits des jeux. Il possède même son propre compte Twitter pour promouvoir les jeux Devolver Digital et donner son avis sur les tendances et les nouvelles fraîches. Bien qu'il soit fictionnel, il est considéré comme le vrai CFO de Devolver Digital et est traité comme tel, apparaissant en tant que personnalité avare comme easter egg dans plusieurs jeux. Dodge Roll Games, qui réalisera plus tard Enter the Gungeon, a même réalisé un petit jeu d'action-aventure, Fork Parker's Holiday Profit Hike, entièrement pixelisé et mettant en scène comme héros principal Fork, suivi quelques années plus tard par Fork Parker's Crunch Out, développé par Mega Cat Studios et sorti sur Super Nintendo en 2018.

### Conférences E3
C'est en mai 2017 que Devolver Digital a annoncé sa présence prochaine à l'E3 2017 en annonçant toutefois qu'il n'y aurait aucun jeu de révélé ce qui s'écarte de la norme pour un éditeur/développeur, mais avec une apparition du Japonais Suda Goichi, plus connu sous son nom de Suda51. Il s'avère que la conférence était en fait une vidéo satirique de 20 minutes postée sur la chaîne YouTube de Devolver. Produite par Imagos Films, société ayant déjà travaillé avec Devolver par le passé, cette vidéo inclut un supposé public, des coups de feu dans le plafond, un faux système de micro-transactions où l'utilisateur doit littéralement glisser de l'argent dans l'écran de l'ordinateur pour gagner des items (le testeur de cette méthode finit d'ailleurs la main et le bras tranchés, saignant en abondance) et l'Earliest Access, une parodie de l'accès anticipé. Et Suda51 est bien apparu dans une petite vidéo diffusée pendant la fausse conférence, où il dit ne pas connaître Devolver et demande à ce qu'on le laisse tranquille. En fait, cette vidéo est plus une énorme blague se moquant de tout ce qui ne va pas dans le jeu AAA qu'une vraie conférence.
L'idée d'une fausse conférence parodique fut répétée en 2018, avec notamment la réapparition du personnage de Nina Struthers (interprétée par la comédienne Mahria Zook) : cette conférence introduisit notamment un nouvel objet nommé Lootboxcoin : une parodie de la cryptomonnaie et des loot boxes étant en réalité une simple pièce en plastique sans « aucune valeur », bien qu'elle fût disponible sur commande sur le magasin en ligne de Devolver pour un prix fluctuant. La présentation indique clairement que la pièce n'est pas une cryptomonnaie, ne doit pas être considéré comme une vraie monnaie et avertit les spectateurs qu'ils « ne pourront rien acheter avec ». La société a également introduit le Devolver Digital Entertainment System Classic (référence parodique aux consoles NES et SNES), qui est en fait une console Sega Dreamcast repeinte. La vidéo se termine avec l'irruption d'un joueur qui avait perdu sa main lors de la dernière conférence Devolver et qui tire sur Struthers. Ce joueur, en hommage à la séquence du film RoboCop se déroulant à la première personne, est cybernétiquement augmenté.

### Histoire récente
Le 21 octobre 2020, Devolver Digital acquiert Croteam, le studio croate ayant développé Serious Sam et The Talos Principle,.
En novembre 2021, l'entreprise américaine acquiert les studios Dodge Roll, Nerial et Firefly Studios pour une somme non divulguée.
Le 1er novembre 2023, le studio System Era Softworks, connu pour son jeu Astroneer, annonce son rachat par Devolver Digital pour environ 40 millions de dollars,,,.
En avril 2025, Devolver Digital licencie 40% des employés de son studio interne Nerial, le développeur des jeux Reigns et The Crush House. Le studio ne compte alors plus que 11 salariés. Cette décision s'explique en partie par l'échec commercial de The Crush House.

## Jeux édités
| Année de sortie | Titre(s)                                    | Développeur(s)                                               | Genre(s)                                            | Plateforme(s)                                                                                               |
| --------------- | ------------------------------------------- | ------------------------------------------------------------ | --------------------------------------------------- | --- |
| 2009            | Serious Sam HD: The First Encounter         | Croteam                                                      | FPS                                                 | Windows, Xbox 360                                                                                           |
| 2010            | Serious Sam HD: The Second Encounter        | Croteam                                                      | FPS                                                 | Windows, Xbox 360                                                                                           |
| 2010            | Serious Sam HD: Gold Edition                | Croteam                                                      | FPS                                                 | Windows, Xbox 360                                                                                           |
| 2011            | Serious Sam: Double D                       | Mommy's Best Games                                           | Run and gun                                         | Windows |
| 2011            | Serious Sam: Kamikaze Attack!               | Be-Rad Entertainment                                         | Action                                              | Windows, iOS, Android                                                                                       |
| 2011            | Serious Sam: The Random Encounter           | Vlambeer                                                     | RPG                                                 | Windows, Xbox 360                                                                                           |
| 2011            | Serious Sam 3: BFE                          | Croteam                                                      | FPS                                                 | Windows, Mac, Linux Xbox 360, PlayStation 3, Android                                                        |
| 2012            | Serious Sam: The Greek Encounter            | Eric Ruth Games                                              | Action                                              | Windows |
| 2012            | To-Fu: The Trials of Chi                    | HotGen                                                       | Action, puzzle                                      | Windows, Android                                                                                            |
| 2012            | Spacelings                                  | HotGen                                                       | puzzle                                              | Windows, Android                                                                                            |
| 2012            | Hotline Miami                               | Dennaton Games Abstraction Games                             | Action                                              | Windows, Mac, Linux, PlayStation 3, PlayStation 4, PlayStation Vita, Android                                |
| 2012            | To-Fu 2                                     | HotGen                                                       | Action, puzzle                                      | Windows |
| 2013            | Serious Sam: Double D XXL                   | Mommy's Best Games                                           | Shooter                                             | Windows, Xbox 360                                                                                           |
| 2013            | Duke Nukem 3D: Megaton Edition              | 3D Realms General Arcade                                     | FPS                                                 | Windows, Mac, Linux, PlayStation 3, PlayStation Vita                                                        |
| 2013            | Dungeon Hearts                              | Cube Roots                                                   | Action-RPG                                          | Windows, Mac, Linux, iOS                                                                                    |
| 2013            | Shadow Warrior Classic Redux                | 3D Realms General Arcade                                     | FPS                                                 | Windows, Mac, Linux                                                                                         |
| 2013            | Foul Play                                   | Mediatonic                                                   | Beat them all                                       | Windows, Mac, Linux, Xbox 360, PlayStation 4, PlayStation Vita                                              |
| 2013            | Shadow Warrior                              | Flying Wild Hog                                              | FPS                                                 | Windows, Mac, Linux, PlayStation 4, Xbox One,                                                               |
| 2013            | Viscera Cleanup Detail (en): Shadow Warrior | RuneStorm                                                    | Simulation                                          | Windows |
| 2013            | Defense Technica                            | Kuno Interactive                                             | Stratégie en temps réel                             | Windows, Mac                                                                                                |
| 2014            | Luftrausers                                 | Vlambeer                                                     | Shoot 'em up                                        | Windows, Mac, Linux, PlayStation 3, PlayStation Vita, Android                                               |
| 2014            | Serious Sam Classics: Revolution            | Croteam Alligator Pit                                        | FPS                                                 | Windows |
| 2014            | Always Sometimes Monsters                   | Vagabond Dog                                                 | Aventure, RPG                                       | Windows, Mac, Linux, iOS, Android                                                                           |
| 2014            | Dungeon Hearts Blitz                        | Tangent                                                      | Action-RPG                                          | iOS, Android                                                                                                |
| 2014            | OlliOlli                                    | Roll7                                                        | Skateboard                                          | Windows, Mac, Linux, PlayStation 3, PlayStation 4, PlayStation Vita, Xbox One, Wii U, Nintendo 3DS, Android |
| 2014            | Gods Will Be Watching                       | Deconstructeam                                               | Aventure                                            | Windows, Mac, Linux, Android, iOS                                                                           |
| 2014            | The Expendabros                             | Free Lives                                                   | Run and gun                                         | Windows, Mac                                                                                                |
| 2014            | Hatoful Boyfriend                           | PigeoNation Inc. Mediatonic                                  | Simulation de drague                                | Windows, Mac, Linux, PlayStation 4, PlayStation Vita, iOS, Android                                          |
| 2014            | Heavy Bullets                               | Terri Vellmann                                               | FPS, Rogue-like                                     | Windows, Mac, Linux                                                                                         |
| 2014            | Sigils of Elohim                            | Croteam                                                      | Puzzle                                              | Windows, Mac, Linux, iOS, Android                                                                           |
| 2014            | Cosmic DJ                                   | GL33k                                                        | Rythme                                              | Windows, Mac, iOS                                                                                           |
| 2014            | The Talos Principle                         | Croteam                                                      | Puzzle                                              | Windows, Mac, Linux, PlayStation 4, Android                                                                 |
| 2014            | Fork Parker's Holiday Profit Hike           | Dodge Roll                                                   | Action-aventure                                     | Windows, Mac                                                                                                |
| 2015            | Hotline Miami 2: Wrong Number               | Dennaton Games Abstraction Games                             | Action                                              | Windows, Mac, Linux, PlayStation 3, PlayStation 4, PlayStation Vita, Android                                |
| 2015            | Titan Souls                                 | Acid Nerve                                                   | Action-aventure                                     | Windows, Mac, Linux, PlayStation 4, PlayStation Vita, Android                                               |
| 2015            | Not A Hero                                  | Roll7                                                        | Action                                              | Windows, Mac, Linux, PlayStation 4, Android, Nintendo Switch                                                |
| 2015            | Ronin                                       | Tomasz Waclawek                                              | Action                                              | Windows, Mac, Linux, PlayStation 4, PlayStation Vita                                                        |
| 2015            | Breach and Clear: Deadline                  | Mighty Rabbit Studios Gun Media                              | Stratégie au tour par tour                          | Windows, Mac, Linux                                                                                         |
| 2015            | OlliOlli 2: Welcome to Olliwood             | Roll7                                                        | Skateboard                                          | Windows, Linux, Mac OS, PlayStation 4, PlayStation Vita, Xbox One, Android                                  |
| 2015            | Dropsy                                      | Tendershoot A Jolly Corpse                                   | Aventure en pointer-et-cliquer                      | Windows, Linux, Mac OS, iOS, Android                                                                        |
| 2015            | A Fistful of Gun                            | FarmerGnome                                                  | Action                                              | Windows |
| 2015            | Broforce                                    | Free Lives                                                   | Run and gun                                         | Windows, Mac, Linux, PlayStation 4, Nintendo Switch                                                         |
| 2015            | Downwell                                    | Moppin                                                       | Action, Rogue-like                                  | Windows, PlayStation 4, PlayStation Vita, iOS, Android, Nintendo Switch                                     |
| 2015            | Pathologic Classic HD                       | Ice-Pick Lodge General Arcade                                | Survival horror                                     | Windows |
| 2015            | Noct (video game) (en)                      | C3SK                                                         | Shoot 'em up                                        | Windows, Mac, Linux                                                                                         |
| 2015            | Hatoful Boyfriend: Holiday Star             | PigeoNation Inc. Mediatonic                                  | Simulation de drague                                | Windows, Mac, Linux, PlayStation 4, PlayStation Vita                                                        |
| 2016            | #SelfieTennis                               | VRUnicorns                                                   | Sport                                               | Windows |
| 2016            | Enter the Gungeon                           | Dodge Roll                                                   | Rogue-like                                          | Windows, Mac, Linux, PlayStation 4, Xbox One, Nintendo Switch                                               |
| 2016            | OmniBus (video game) (en)                   | Buddy Cops, LLC                                              | Action                                              | Windows, Mac, Linux                                                                                         |
| 2016            | Reigns                                      | Nerial                                                       | Stratégie                                           | Windows, Mac, Linux, iOS, Android                                                                           |
| 2016            | Okhlos                                      | Coffee Powered Machine                                       | Rogue-like                                          | Windows, Mac, Linux                                                                                         |
| 2016            | Mother Russia Bleeds                        | Le Cartel Studio                                             | Beat them all                                       | Windows, Mac, Linux, PlayStation 4                                                                          |
| 2016            | Shadow Warrior 2                            | Flying Wild Hog                                              | FPS                                                 | Windows, Mac, Linux, PlayStation 4, Xbox One                                                                |
| 2017            | Stories Untold                              | No Code                                                      | Aventure                                            | Windows, Mac                                                                                                |
| 2017            | Sub Rosa                                    | Cryptic Sea                                                  | Stratégie en temps réel, FPS                        | Windows, Mac, Linux                                                                                         |
| 2017            | Serious Sam VR: The First Encounter         | Croteam                                                      | FPS                                                 | Windows |
| 2017            | Serious Sam VR: The Second Encounter        | Croteam                                                      | FPS                                                 | Windows |
| 2017            | Golf for Workgroups                         | Cryptic Sea                                                  | Sport                                               | Windows, Mac, Linux                                                                                         |
| 2017            | Spaceplan                                   | Jake Hollands                                                | Jeu incrémental                                     | Windows, iOS, Android                                                                                       |
| 2017            | Strafe                                      | Pixel Titans                                                 | Jeu incrémental, FPS                                | Windows, Mac, PlayStation 4                                                                                 |
| 2017            | Block'hood                                  | Plethora-Project LLC                                         | Simulation                                          | Windows, Mac, Linux                                                                                         |
| 2017            | Serious Sam's Bogus Detour                  | Crackshell                                                   | Shoot 'em up                                        | Windows |
| 2017            | Gorn                                        | Free Lives                                                   | Combat                                              | Windows |
| 2017            | Absolver                                    | Sloclap                                                      | Action-RPG                                          | Windows, Mac, Linux, PlayStation 4, Xbox One                                                                |
| 2017            | Serious Sam VR: The Last Hope               | Croteam                                                      | FPS                                                 | Windows |
| 2017            | Ruiner                                      | Reikon Games                                                 | Action                                              | Windows, Mac, Linux                                                                                         |
| 2017            | The Talos Principle VR                      | Croteam                                                      | Puzzle                                              | Windows, Linux                                                                                              |
| 2017            | Serious Sam 3: BFE VR                       | Croteam                                                      | FPS                                                 | Windows, Linux                                                                                              |
| 2017            | High Hell                                   | Terri Vellmann Doseone                                       | Action                                              | Windows, Mac                                                                                                |
| 2017            | Reigns: Her Majesty                         | Nerial                                                       | Stratégie                                           | Windows, Mac, Linux, iOS, Android, Nintendo Switch                                                          |
| 2018            | Genital Jousting (en)                       | Free Lives                                                   | Sport                                               | Windows |
| 2018            | The Red Strings Club                        | Deconstructeam                                               | Aventure                                            | Windows, Mac, Linux                                                                                         |
| 2018            | Crossing Souls                              | Fourattic                                                    | Action-aventure                                     | Windows, Mac, Linux, PlayStation 4, PlayStation Vita, Nintendo Switch                                       |
| 2018            | Umiro                                       | Diceroll Studios                                             | Puzzle                                              | Windows, Mac, iOS, Android                                                                                  |
| 2018            | Minit                                       | Jan Willem Nijman, Kitty Calis, Jukio Kallio, Dominik Johann | Action-aventure                                     | Windows, Mac, Linux, Xbox One, PlayStation 4, Nintendo Switch                                               |
| 2018            | Block'hood VR                               | Plethora Project General Arcade                              | Simulation de vie                                   | Windows |
| 2018            | The Swords of Ditto                         | Onebitbeyond                                                 | Action-RPG                                          | Windows, Mac, Linux, PlayStation 4                                                                          |
| 2018            | I Hate Running Backwards                    | Binx Interactive                                             | Shoot 'em up                                        | Windows, Linux                                                                                              |
| 2018            | Scum                                        | Gamepires                                                    | Survival horror                                     | Windows |
| 2018            | The Messenger (jeu vidéo, 2018)             | Sabotage Studio                                              | Action                                              | Windows, Nintendo Switch                                                                                    |
| 2018            | Reigns: Game of Thrones                     | Nerial                                                       | Stratégie                                           | Windows, Mac, Linux, iOS, Android                                                                           |
| 2018            | Gris                                        | Nomada Studio                                                | Plateforme                                          | Windows, Mac, Nintendo Switch                                                                               |
| 2019            | Pikuniku                                    | Sectordub                                                    | Aventure                                            | Windows, Nintendo Switch                                                                                    |
| 2019            | Fork Parker's Crunch Out                    | Mega Cat Studios                                             | Plateforme                                          | Super Nintendo Entertainment System                                                                         |
| 2019            | Ape Out                                     | Gabe Cuzzillo                                                | Action                                              | Windows, Nintendo Switch                                                                                    |
| 2019            | Weedcraft Inc                               | Vile Monarch                                                 | Gestion                                             | Windows |
| 2019            | Katana Zero                                 | Askiisoft                                                    | Action                                              | Mac, Windows, Nintendo Switch                                                                               |
| 2019            | Observation                                 | No Code                                                      | Survival horror                                     | Windows, PlayStation 4                                                                                      |
| 2019            | Gato Roboto                                 | Doinksoft                                                    | Action                                              | Windows, Nintendo Switch                                                                                    |
| 2019            | Devolver Bootleg                            | Doinksoft                                                    | Jeu parodique                                       | Windows |
| 2019            | My Friend Pedro                             | DeadToast Entertainment                                      | Tir à la troisième personne                         | Windows, Mac, Linux, Nintendo Switch                                                                        |
| 2019            | Witcheye                                    | Moon Kid                                                     | Jeu de plateforme                                   | Android, iOS, macOS, Microsoft Windows, Nintendo Switch                                                     |
| 2019            | Heave Ho                                    | Le Cartel Studio                                             | Party game                                          | Windows, Nintendo Switch                                                                                    |
| 2019            | Metal Wolf Chaos XD                         | FromSoftware General Arcade                                  | Jeu de tir                                          | Windows, PlayStation 4, Xbox One                                                                            |
| 2019            | Exit the Gungeon                            | Dodge Roll Singlecore Games                                  | Jeu de tir                                          | iOS, Microsoft Windows, Nintendo Switch, tvOS                                                               |
| 2019            | Cricket Through the Ages                    | Free Lives                                                   | Jeu de sport                                        | iOS, tvOS                                                                                                   |
| 2019            | Bleak Sword                                 | More8Bit                                                     | Jeu d'aventure                                      | iOS, tvOS                                                                                                   |
| 2019            | Painty Mob                                  | Flee Punk                                                    | Aventure                                            | iOS, tvOS                                                                                                   |
| 2020            | Sludge Life                                 | Terri Vellmann Doseone                                       | Jeu d'action                                        | Microsoft Windows, Nintendo Switch                                                                          |
| 2020            | Devolverland Expo                           | Flying Wild Hog                                              | Jeu d'action                                        | Microsoft Windows                                                                                           |
| 2020            | Fall Guys: Ultimate Knockout                | Mediatonic                                                   | Sport                                               | Windows, PlayStation 4, Xbox Series, Nintendo Switch                                                        |
| 2020            | Carrion                                     | Phobia Game Studio                                           | Action                                              | Windows, Xbox One                                                                                           |
| 2020            | Game of Thrones: Tale of Crows              | That Silly Studio                                            | Jeu d'aventure                                      | iOS, macOS, tvOS                                                                                            |
| 2020            | Ragnorium (early access)                    | Vitali Kirpu                                                 | Stratégie, jeu de gestion                           | Microsoft Windows                                                                                           |
| 2020            | Serious Sam 4                               | Croteam                                                      | FPS                                                 | Microsoft Windows, Stadia, PlayStation 4, Xbox One                                                          |
| 2020            | Disc Room                                   | Terri Vellmann Doseone Kitty Calis Jan Willem Nijman         | Jeu d'action                                        | Microsoft Windows, Nintendo Switch                                                                          |
| 2020            | Reigns: Beyond                              | Nerial                                                       | Stratégie                                           | iOS, macOS, tvOS                                                                                            |
| 2020            | Enter the Gungeon: House of the Gundead     | Dodge Roll Griffin Aerotech                                  | Jeu de tir                                          | Arcade |
| 2021            | Olija                                       | Skeleton Crew Studio                                         | Jeu d'action-aventure                               | Microsoft Windows, Nintendo Switch, PlayStation 4, Xbox One                                                 |
| 2021            | Minit Fun Racer                             | Jan Willem Nijman Kitty Calis Jukio Kallio Dominik Johann    | Jeu de course                                       | Microsoft Windows                                                                                           |
| 2021            | Loop Hero                                   | Four Quarters                                                | Rogue-like                                          | Linux, macOS, Microsoft Windows, Nintendo Switch                                                            |
| 2021            | Essays on Empathy                           | Deconstructeam                                               | Jeu d'aventure, RPG, compilation                    | Microsoft Windows                                                                                           |
| 2021            | Phantom Abyss (early access)                | Team WIBY                                                    | Jeu d'action-aventure, Rogue-like                   | Microsoft Windows                                                                                           |
| 2021            | Boomerang X                                 | Dang!                                                        | FPS                                                 | Microsoft Windows, Nintendo Switch                                                                          |
| 2021            | Death's Door                                | Acid Nerve                                                   | Jeu d'action-aventure, RPG                          | Microsoft Windows, Nintendo Switch, PlayStation 4, PlayStation 5, Xbox One, Xbox Series X/S                 |
| 2021            | Blightbound                                 | Ronimo Games                                                 | Jeu d'action-RPG, jeu d'aventure                    | Microsoft Windows, PlayStation 4, Xbox One                                                                  |
| 2021            | My Friend Pedro: Ripe for Revenge           | DeadToast Entertainment                                      | Tir à la troisième personne                         | Android, iOS                                                                                                |
| 2021            | Card Shark                                  | Nerial                                                       | Jeu d'action-aventure                               | Microsoft Windows, Nintendo Switch                                                                          |
| 2021            | Devolver Tumble Time                        | Nopopo                                                       | Jeu de puzzle                                       | Android, iOS                                                                                                |
| 2021            | Inscryption                                 | Daniel Mullins Games                                         | Rogue-like                                          | Microsoft Windows                                                                                           |
| 2022            | Shadow Warrior 3                            | Flying Wild Hog                                              | FPS                                                 | Microsoft Windows, PlayStation 4, Xbox One                                                                  |
| 2022            | Weird West                                  | WolfEye Studios                                              | Jeu d'action-aventure, RPG                          | Microsoft Windows                                                                                           |
| 2022            | Trek to Yomi                                | Flying Wild Hog                                              | Jeu d'action-aventure                               | Microsoft Windows, PlayStation 4, PlayStation 5, Xbox One, Xbox Series X/S                                  |
| 2022            | Wizard with a Gun                           | Galvanic Games                                               | Jeu d'action-aventure, Rogue-like                   | Microsoft Windows, Nintendo Switch                                                                          |
| 2022            | Demon Throttle                              | Doinksoft                                                    | Jeu d'action, jeu de tir                            | Nintendo Switch                                                                                             |
| 2022            | Cult of the Lamb                            | Massive Monster                                              | Jeu d'action-aventure, jeu de stratégie, Rogue-like | Microsoft Windows, PlayStation 4, PlayStation 5, Xbox One, Xbox Series X/S, Nintendo Switch                 |
| 2022            | Terra Nil                                   | Free Lives                                                   | Jeu de stratégie                                    | Microsoft Windows                                                                                           |
| 2024            | Pepper Grinder                              | Ahr Ech                                                      | Jeu d'action et de plates-formes                    | Microsoft Windows, Nintendo Switch                                                                          |
| 2024            | The Crush House                             | Nerial                                                       | Simulation de vie, aventure                         | Windows, MacOS, Linux                                                                                       |
| À venir         | Eitr                                        | Eneme Entertainment                                          | Action-RPG                                          | Windows, MacOS, Linux, PlayStation 4                                                                        |
| À venir         | Paradise Never                              | Kitty Lambda Games                                           | Action-RPG                                          | Windows, MacOS, Linux                                                                                       |
| À venir         | The Talos Principle 2                       | Croteam                                                      | Puzzle                                              | |
| À venir         | Jeu sans nom                                | Beans Team                                                   | TBA                                                 | |

## Acquisitions
- Serious Sam Classic: The First Encounter
- Serious Sam Classic: The Second Encounter
- Serious Sam II
- Shadow Warrior Classic
- Marc Ecko's Getting Up: Contents Under Pressure
- Breach & Clear (en)

## Données économiques

### Données financières
| Période | Chiffre d'affaires        | Résultat opérationnel      | Résultat net               | Source(s) |
| ------- | ------------------------- | -------------------------- | -------------------------- | --------- |
| 2022    | 134,6 millions de dollars | - 98,5 millions de dollars | - 91,5 millions de dollars | [ 21 ]    |
| 2023    | 92,4 millions de dollars  | - 13 millions de dollars   | - 12,7 millions de dollars | ,         |
| 2024    | 104,8 millions de dollars | - 7,2 millions de dollars  | - 6,4 millions de dollars  | ,         |